# Arpophyllum
Arpophyllum es un género que tiene asignada unas tres especies de orquídeas.  Se encuentra en el centro de América del Sur.

## Descripción
Son orquídeas epífitas o raras veces terrestres, con rizoma rígido, simple o ramificado; tallos secundarios erectos, revestidos de vainas escariosas, 1-foliados. Hojas articuladas, carnoso-coriáceas. Inflorescencia un racimo terminal, multifloro, las flores vistosas emergiendo de una espata larga; sépalos casi iguales, patentes, los laterales generalmente gibosos en la base, adnados a la columna; pétalos más pequeños que los sépalos; labelo súpero en la flor, más largo que los sépalos y los pétalos, conspicuamente sacciforme en la base; columna erecta y ligeramente arqueada, sin alas, algunas veces con pie corto, polinias 8, piriformes, ceráceos. 

## Distribución y hábitat
Las plantas se encuentran en las ramas de árboles desde México hasta Colombia, Venezuela y  Jamaica.

## Taxonomía
El género fue descrito por Hartw. ex Lindl.  y publicado en Novorum Vegetabilium Descriptiones 2(Orch. Opusc.): 19–20. 1825. La especie tipo es: Arpophyllum spicatum
Etimología
Arpophyllum: nombre genérico que está compuesto por las palabras griegas:  άρπη "harpe" (falciforme) y φύλλον "phyllon" (hoja) y se refiere a las hojas en forma de hoz.

## Especies
- Arpophyllum giganteum
  - Arpophyllum giganteum subsp. alpinum
  - Arpophyllum giganteum subsp. giganteum
  - Arpophyllum giganteum subsp. medium
- Arpophyllum laxiflorum
- Arpophyllum spicatum - Tzauhxilotl[4]